# Xã của Hoa Kỳ
Một xã (tiếng Anh: township) tại Hoa Kỳ là một khu vực địa lý nhỏ. Nó có diện tích từ khoảng 15,6 km² đến 140,4 km² (6 đến 54 dặm vuông Anh).
Thuật từ xã được dùng theo hai cách. 
- Xã khảo sát (survey township) chỉ đơn giản là một cái tên địa lý để định vị trí của bất động sản nằm trong khu vực đó nhằm mục đích cho lập chứng thư, khế ước, giao dịch mua bán hay sang nhượng.
- Xã dân sự (civil township) là một đơn vị chính quyền địa phương. Xã dân sự thường có tên và đôi khi được viết tắt trong tiếng Anh là "Twp". Tuy nhiên không phải tất cả các tiểu bang tại Hoa Kỳ đều có đơn vị xã dân sự (khoảng 30 tiểu bang không có đơn vị xã). Theo Cục điều tra dân số Hoa Kỳ, có khoảng 16.504 chính quyền có tổ chức trong 20 tiểu bang được xem là các đơn vị xã trong năm 2002.

## Xã khảo sát
Xã khảo sát thường được gọi bằng một con số dựa trên hệ thống thị sát công thổ (Public Land Survey System hay gọi tắt là PLSS). Cách gọi tên xã đôi khi được thấy như sau "Township 2 North Range 3 East". Việc sử dụng cách gọi tên như thế được giải thích rõ ràng trong bài nói về hệ thống PLSS. Các xã cũng được đánh dấu trong các bản đồ của Cục Khảo sát Địa chất Hoa Kỳ.
Các xã này thường là một hình vuông, mỗi cạnh dài 6 dặm, có các đường cắt dọc và ngang trong ranh giới của nó để chia thành 36 phần. Cũng có các xã bất thường có ít hơn 36 phần.
Loại xã này tương tự như các xã địa lý của Tỉnh Ontario của Canada.

## Xã dân sự
Chính quyền xã là một chính quyền địa phương, ban đầu được áp dụng cho vùng nông thôn. Xã là đơn vị hành chính và địa lý của một quận. Trách nhiệm và hình thức chính quyền xã được ngành lập pháp tiểu bang quyết định vì thế chính quyền xã ở mỗi tiểu bang có sự khác biệt.
Hình thức phổ thông nhất của chính quyền xã dân sự ở Hoa Kỳ là có một ủy ban gồm các nhân viên ủy thác hoặc giám thị được dân chúng bầu lên. Một số văn phòng khác, ví dụ như lục sự (clerk) hay cảnh sát xã (constable), có thể cũng được người dân bầu lên. Các trách nhiệm phổ thông nhất gồm có những công việc như bảo trì đường sá, quy hoạch sử dụng đất, và thu gom rác.
Trong phần lớn các tiểu bang miền trung tây, một xã dân sự thường đi đôi với một xã khảo sát đơn độc. Nhưng trong nhiều trường hợp, đặc biệt là những khu vực ít người, xã dân sự có thể gồm có tất cả hoặc một phần của các xã khảo sát. Trong những nơi có các đặc điểm thiên nhiên như bờ hồ, sông lớn thì địa giới của xã dân sự có thể nằm theo những đặc điểm địa lý này hơn là theo xã khảo sát. Các khu tự quản như thành phố có thể hợp nhất hoặc sáp nhập đất nằm trong 1 xã mà lúc đó đã không còn nằm trong quyền quản lý của chính quyền xã. Điều này cũng khá phức tạp. Indiana là tiểu bang duy nhất nơi mà mọi phần đất của tiểu bang đều thuộc một chính quyền xã, bất kể nằm trong khu tự quản nào. Trong khi đó tại các tiểu bang khác, một số khu tự quản như làng vẫn là một phần của xã nhưng thành phố thì không. Khi đô thị mở rộng, một xã dân sự hoàn toàn có thể biến mất - ví dụ như Xã Mill Creek, Quận Hamilton, Ohio. Trong các khu đô thị mở rộng khác, xã có thể tự mình hợp nhất thành một thành phố; điều này có thể được thấy rõ với vô số các thành phố có hình thể vuông trong quận Hennepin, Minnesota.

### Thống kê điều tra dân số
Thị trấn và xã được xem là những tiểu đơn vị hành chính dân sự theo Cục điều tra dân số Hoa Kỳ cho mục đích điều tra dân số và thống kê. Theo cục, có khoảng 16.504 tổ chức chính quyền được xếp loại xã hoặc thị trấn ở 20 tiểu bang sau đây:
| - Connecticut - Illinois - Indiana - Kansas - Maine - Massachusetts - Michigan - Minnesota - Missouri - Nebraska - New Hampshire - New Jersey - New York - Bắc Dakota - Ohio - Pennsylvania - Rhode Island - Nam Dakota - Vermont - Wisconsin |

Việc xếp loại bao gồm các đơn vị chính quyền được chính thức gọi là "thị trấn" tại các tiểu bang trong miền Tân Anh Cát Lợi, New York, và Wisconsin, một số khu nông trường tại Maine và các nơi ở New Hampshire. Tại Minnesota, thuật ngữ thị trấn (town) và xã (township) có thể thay thế nhau để chỉ chính quyền xã. Mặc dù các thị trấn tại sáu tiểu bang Tân Anh Cát Lợi, New York, các xã tại New Jersey và Pennsylvania được gọi chính thức là các Hội đồng khu tự quản (municipal corporation), thực hiện các chức năng của khu tự quản và thường phục vụ các khu đô thị đông dân nhưng chúng không nhất thiết có liên quan đến sự tập trung dân số và vì thế chúng được tính là thị trấn hay xã cho mục đích điều tra dân số. Thậm chí tại các tiểu bang ngoài Tân Anh Cát Lợi, các xã thường phục vụ các khu đô thị và cung cấp các dịch vụ giống như khu tự quản mà thường thường chỉ do chính quyền khu tự quản đảm nhiệm.
Con số 16.504 chính quyền xã có tổ chức không bao gồm những khu vực xã chưa được tổ chức (nơi xã tồn tại vì có tên nhưng không có chính quyền) hoặc nơi mà xã cùng tồn tại với một thành phố và thành phố đã đảm nhận các chức năng của xã. Nó cũng không bao gồm các xã tại Iowa nơi chúng không có chính quyền riêng biệt mà được xếp thành các ban ngành cấp thấp của chính quyền quận.
Trong số 16.504 chính quyền xã hoặc thị trấn thì chỉ có 1.179 (7,1 phần trăm) có dân số trên 10.000 theo điều tra dân số năm 2000 và 52,4 phần trăm có ít hơn 1000 người. Số chính quyền thị trấn và xã đã giảm từ 16.629 vào năm 1997 xuống còn 16.504 trong năm 2002. Gần như tất cả con số giảm sút này là các xã tại vùng trung tây Hoa Kỳ.

### Sử dụng tại mỗi tiểu bang
Vì chính quyền xã do mỗi tiểu bang ấn định riêng nên hình thức chính quyền này ở mỗi tiểu bang thì khác nhau. Các tiểu bang sử dụng hình thức chính quyền xã gồm có:
- Indiana, Kansas, Michigan, Missouri, Minnesota, New Jersey, Bắc Dakota, Ohio, Pennsylvania, Nam Dakota và Wisconsin (tại Wisconsin được gọi là thị trấn (towns)).
- Được sử dụng trong một số nơi ở Illinois cũng như ở Nebraska.
- Các tiểu bang Tân Anh Cát Lợi có một khái niệm tương tự về chính quyền địa phương, nhưng kết hợp hình thức chính quyền vùng và chính quyền khu tự quản thành một thị trấn. Các tiểu bang này là Connecticut, Maine, Massachusetts, New Hampshire, Rhode Island và Vermont. Tiểu bang New York cũng có các xã hợp nhất gọi là thị trấn mặc dù chúng có ít quyền hạn hơn các thị trấn ở Tân Anh Cát Lợi.
- Một số tiểu bang trước kia có dùng hình thức chính quyền xã hoặc giống như xã. Trong số đó có Arkansas, California, Iowa, Nevada, Bắc Carolina, Oklahoma, Nam Carolina, và tiểu bang Washington.